# Ржевка (станція)
Ржевка — залізнична станція Іринівського напрямку Жовтневої залізниці в однойменному окрузі Санкт-Петербурга. Від станції відходить залізнична лінія на Заневський Пост і магістральну лінію від Санкт-Петербург-Ладозький.
Південніше станції розташовано трамвайне кільце маршрутів № 30, 10, автобусів 168, 169а та маршруток К-90, К-218 і К-409